# Judas (canción de Lady Gaga)
«Judas» es una canción interpretada por la cantante estadounidense Lady Gaga, incluida en el segundo álbum de estudio, Born This Way (2011). Fue escrita conjuntamente por la intérprete y el productor RedOne. La canción, que engloba los géneros dance pop,  electrónica y house, utiliza la metáfora de Judas y María Magdalena para retratar a una mujer enamorada de un hombre que la traicionó. En palabras de la artista, es «una metáfora y una analogía sobre el perdón, la traición y las cosas que te persiguen en la vida, y representa las luchas internas con los aspectos negativos y de cómo aceptar la oscuridad interior puede conducir a la luz». Interscope Records la lanzó a nivel mundial como el segundo sencillo de Born This Way el 15 de abril de 2011, adelantando su estreno cuatro días tras filtrarse en Internet.
El tema recibió en general críticas positivas, destacándose por su energía, producción y la combinación de elementos de música industrial y pop futurista. Fue comparada con «Bad Romance» debido a su estilo y estructura, y varios críticos destacaron su puente robótico y su carácter explosivo. Comercialmente, «Judas» tuvo un desempeño sólido, ingresando al top 10 en territorios como Australia, Canadá, los Estados Unidos, Japón, y el Reino Unido, entre otros, manteniéndose como una de las canciones más reconocidas del álbum.
El video musical de «Judas» fue filmado en abril de 2011 y codirigido por Gaga y Laurieann Gibson, con Norman Reedus en el papel de Judas Iscariote y Gaga como María Magdalena. Con una trama de inspiración bíblica, el video presenta a los personajes como misioneros modernos en Jerusalén e incluye la traición de Judas a Jesús, culminando con la lapidación de Magdalena. Antes de su estreno, el video generó controversia al ser criticado por la Liga Católica debido al uso de imágenes religiosas, pero fue elogiado por la crítica y recibió dos nominaciones en los MTV Video Music Awards de 2011. Como parte de la promoción, Gaga interpretó «Judas» en varios programas de televisión como The Graham Norton Show, Saturday Night Live y Good Morning America, así como en giras como The Born This Way Ball, Artrave: The Artpop Ball Tour y su residencia en Las Vegas, Enigma.

## Antecedentes y lanzamiento
El nombre de la canción fue revelado durante una entrevista de Gaga para la revista Vogue en febrero de 2011. Días después, el 14 de febrero de 2011, la cantante confirmó el lanzamiento de «Judas» como el segundo sencillo de Born This Way en el programa de radio On Air with Ryan Seacrest, y también confirmó a RedOne como coproductor de la canción. En la quincuagésima tercera entrega de los Premios Grammy, el productor concedió una entrevista a MTV News y declaró que «si el sencillo anterior, "Born This Way", polarizó opiniones, "Judas" estaba destinada a impactar aún más, volverá locos a los fanáticos».
En el programa de televisión Last Call with Carson Daly, la cantante explicó al presentador que la canción trataba principalmente sobre «enamorarse del hombre equivocado una y otra vez. "Judas" es una canción muy, muy oscura, y es genial». Posteriormente. en una entrevista con MSN Canadá, la cantante detalló respecto de las metáforas y el significado de la canción, declarando que «es una metáfora y una analogía sobre el perdón, la traición y las cosas que te persiguen en la vida, y cómo creo que es la oscuridad en tu vida lo que, en última instancia, brilla e ilumina la luz mayor que tienes sobre ti. Alguien me dijo una vez: "Si no tienes sombras, entonces no estás de pie en la luz". Así que la canción trata de lavar los pies tanto del bien como del mal, de comprender y perdonar a los demonios de tu pasado para avanzar hacia la grandeza de tu futuro. Simplemente me gustan las metáforas realmente agresivas y oscuras, y a mis fans también. Por lo tanto, es una metáfora muy desafiante y agresiva, pero sigue siendo una metáfora».

## Composición y grabación

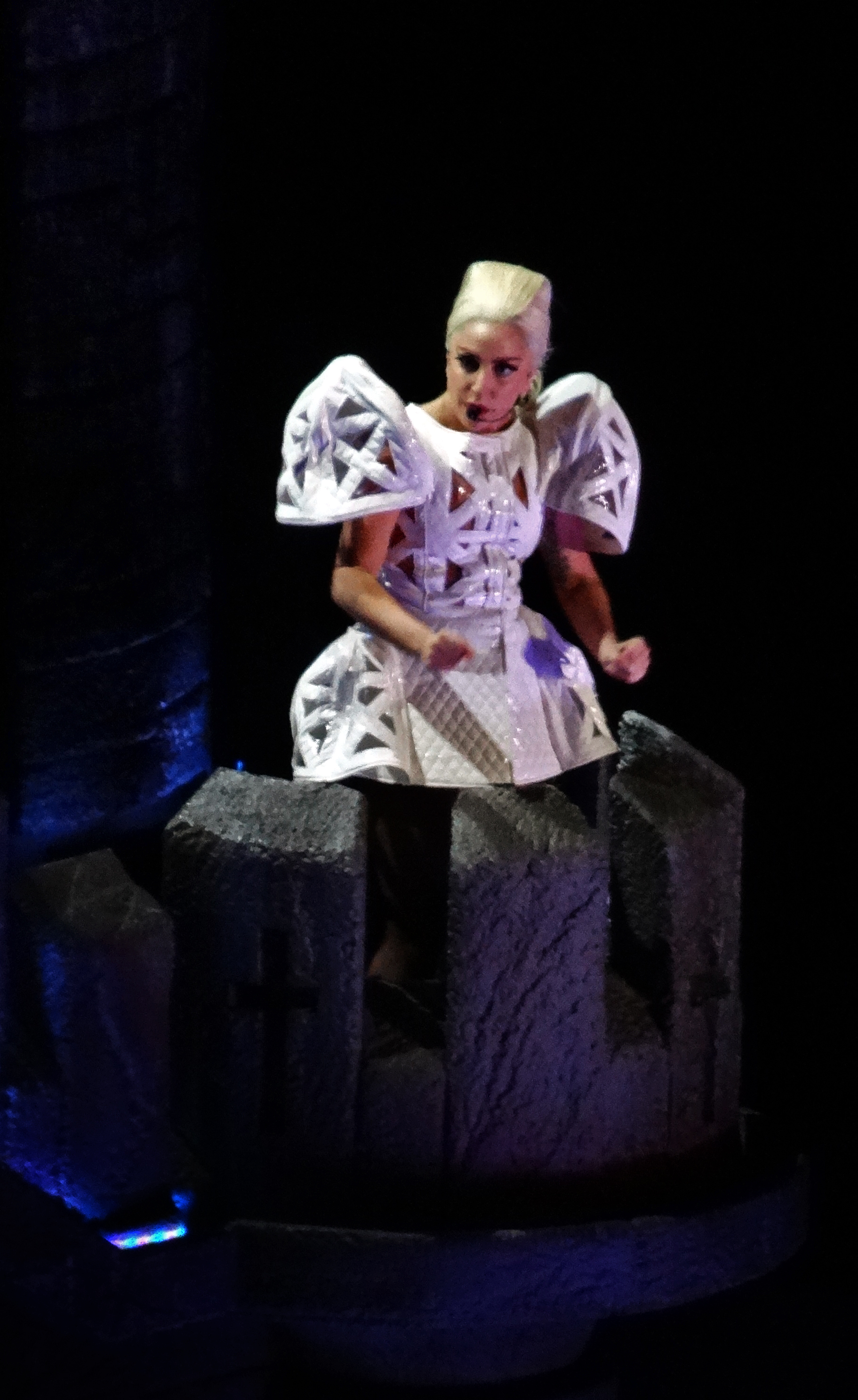
Gaga cantando «Judas» en la gira The Born This Way Ball.

«Judas» fue compuesta y producida en conjunto por Lady Gaga y RedOne, grabándose en los Gang Studios de París, Francia. En cuanto a su temática, la cantante declaró que «Judas» está inspirada en la figura bíblica de Judas Iscariote. Entre febrero y marzo de 2011 compartió distintos fragmentos de la letra en sus redes sociales. Durante una entrevista con Google, la cantante declaró que el significado de la canción radica en «honrar la propia oscuridad interior para poder avanzar hacia la luz, aprender a perdonarse para seguir adelante con la vida». Gaga profundizó en la inspiración detrás de la canción describiéndola como «caminar hacia la fuerza de luz en su vida mientras mira al diablo desde atrás, aferrándose a la fuente de esa luz. Canto sobre lo tonta y sagrada que soy, y que aunque hay momentos en mi vida que son tan crueles, y las relaciones pueden ser tan crueles, sigo amando a Judas. Siempre vuelvo a esas cosas malvadas». En una conversación con Popjustice, la intérprete aclaró que:

Hay muchas cosas del pasado que me atormentan, incluyendo decisiones, hombres, abuso de drogas, el miedo a regresar a Nueva York y enfrentar antiguas relaciones amorosas. Por eso, «Judas» representa algo que no es bueno para mi, algo de lo que no podía escapar. Sigo yendo de un lado a otro entre la oscuridad y la luz para entender quién soy.
Lady Gaga sobre «Judas».

Gaga explicó que el puente de la canción aborda su rechazo a redimirse bajo los estándares tradicionales de lo que se espera de una mujer, diciendo: «No quiero redimirme, porque en un sentido cultural siento que solo estoy adelantada a mi tiempo». Según la cantante, el tema aborda simultáneamente lo personal, representando su faceta más privada, y lo público, reflejando su impacto cultural, dos conceptos entrelazados que también se exploran a lo largo de Born This Way. Popjustice interpretó la canción como una reflexión sobre la traición y la atracción hacia lo negativo. La canción cuenta con tres ganchos principales y comienza con Gaga cantando sobre un crescendo de sintetizadores, seguido de un ritmo electrónico contundente mientras repite el nombre de Judas, jugando fonéticamente con la palabra "Gaga". A lo largo del tema, su interpretación vocal transita entre lo hablado y lo cantado, incorporando por momentos un acento caribeño. El coro suaviza el tono con influencias del pop de los años 80, aunque el ritmo sigue incrementándose en intensidad. Luego del segundo verso y coro, la canción introduce un puente influenciado por la música house. Popjustice lo describió como un tributo al techno tribal, calificando la canción en general como «un himno electro-gótico turbo cargado y lleno de incorrección». Por otro lado, Dan Martin de NME señaló que el puente se aproxima al género dubstep, mientras que el coro mantiene una estructura de pop puro. Gaga reconoció que las similitudes con «Bad Romance» fueron deliberadas, explicando que «quería que “Judas” representara una evolución, pero también que recordara lo que ya he hecho». Fernando Garibay, uno de los productores de Born This Way, señaló que el tema guarda similitudes con algunos de los éxitos previos de Gaga, como «Poker Face», «LoveGame», «Bad Romance» y «Alejandro», los cuales también habían sido creados por este dúo. Según Jocelyn Vena de MTV, aunque «Judas» explora un terreno musical familiar para Gaga, vocalmente se aventura en algo completamente nuevo.

## Recepción

### Comentarios de la crítica

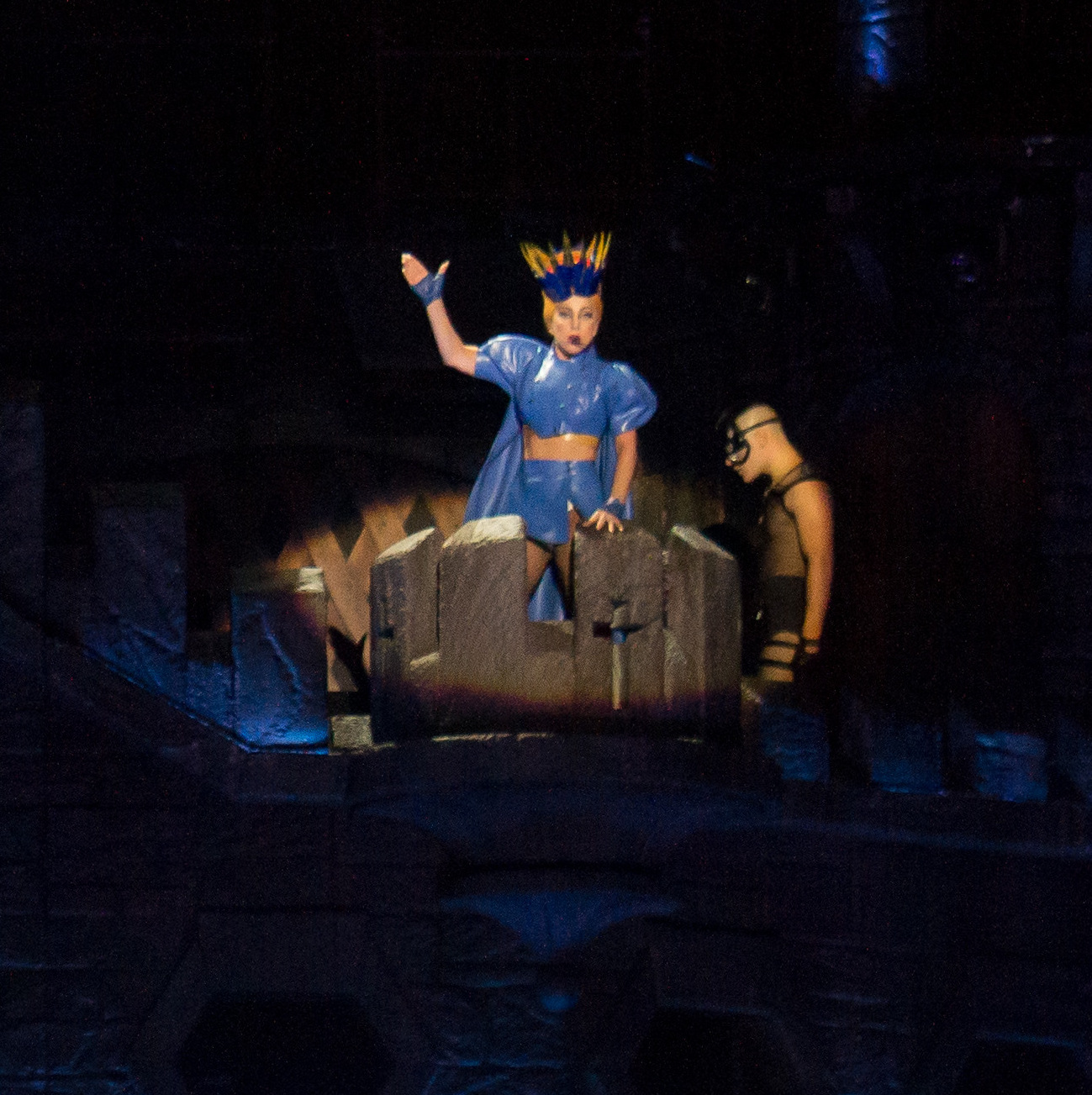
Gaga interpretando «Judas» en julio de 2012 durante un show de su gira The Born This Way Ball en Australia.

«Judas» fue bien recibida por la mayoría de los críticos musicales, quienes destacaron su energía y su innovadora combinación de elementos de disco industrial y pop futurista, además de notar similitudes con su sencillo «Bad Romance» (2009). Jonathan Van Meter, de Vogue, calificó la canción positivamente, diciendo que «suena como si hubiera sido escrita para The Ronettes, pero con un ritmo dance demoledor». Por su parte, James Dinh de MTV, señaló que su composición era muy similar a la de «Bad Romance», mientras que Popjustice la describió como «una versión altamente evolucionada, blindada con titanio, pop en todas las formas correctas, llegada desde el año 2511 para salvar la música de una avalancha de pop trivial obsesionado con los clubes». Kevin O'Donnell, de Spin, describió la interpretación de Gaga como «locamente exagerada» y opinó que la canción es «un estruendoso éxito de disco industrial que alterna entre rap y un tono robótico monótono, con un puente que se convirtió en uno de los momentos más extraños en la música pop de 2011». Por su parte, Robert Copsey de Digital Spy le otorgó cinco estrellas de cinco, describiendo su coro como «irreverentemente extravagante».
Eric Henderson de Slant Magazine opinó que «"Judas" mantiene un nivel de brillo y martilleo similar al de "Born This Way"» y agregó que «la canción evoca la imagen de una visión perturbada del infierno y, de una manera retorcida, es más innovadora y menos aleccionadora que el mensaje del primer sencillo del disco». Dan Martin de NME opinó que «Judas» era la canción con la que Gaga debió haber regresado, aunque entendía por qué no la eligió como el sencillo principal de Born This Way. En una línea similar, Matthew Perpetua de Rolling Stone comentó que la canción se alineaba con las sensibilidades musicales ya establecidas de Gaga, destacando que «aunque "Judas" tiene su propio encanto y al menos tres ganchos extremadamente pegajosos, depende mucho de los movimientos característicos de la artista». Por su parte, Amos Barshad de la revista New York declaró que «la canción me recuerda a estar ebrio y bailando en una discoteca remota de Berlín». Maura Johnston del periódico The Village Voice la describió como «una gemela de "Bad Romance" con vocalizaciones inolvidables, un ritmo imponente y letras sobre un romance "malo"». Por su parte, Paul Grein del sitio web Yahoo! la comparó con «Like a Prayer» (1989) de Madonna debido a las alusiones cristianas de ambas canciones. Mark Lepage de The Gazette elogió la canción y señaló que «a medida que la música de Gaga evoluciona, también lo hacen sus temas e inspiraciones, como se muestra en la relación conflictiva que explora con el personaje de Judas».

### Desempeño comercial
Después de su lanzamiento en plataformas digitales, «Judas» alcanzó rápidamente la primera posición de las canciones más vendidos en iTunes en múltiples países. En los Estados Unidos, logró debutar en el décimo puesto del Billboard Hot 100 durante la semana del 30 de abril de 2011, tras vender en dos días un total de 31 mil copias, lo que hizo que debutara en el puesto cuatro de la lista Digital Songs. Asimismo, la canción fue lanzada en la radio y logró acumular más de 26 millones de reproducciones, con lo que se debutó en el puesto 48 del Radio Songs. En marzo de 2016 fue certificada por la RIAA con dos discos de platino tras superar las 2 millones de copias vendidas en el país. En Canadá, «Judas» debutó en el número 9 de la lista musical Canadian Hot 100 con tres días de ventas, posicionándose también en el número 5 del Digital Songs, con 16 000 copias vendidas. La semana siguiente, ascendió al número 8, su posición máxima. En el Reino Unido, «Judas» debutó en la semana del 23 de abril de 2011 en el puesto catorce de la lista UK Singles Chart, con 20 729 copias vendidas. Para junio de 2021, la canción vendió más de 600 mil unidades en el país, siendo certificada como disco de platino.

## Video musical

### Producción
El videoclip de «Judas» fue filmado entre el 2 y 3 de abril de 2011 y fue dirigido por Gaga junto a su entonces coreógrafa Laurieann Gibson. Los diferentes atuendos utilizados fueron confeccionados por varios diseñadores, entre ellos Thierry Mugler y Nicola Formichetti, quienes trabajaron en las prendas que vistieron el elenco, el cual incluyó a Norman Reedus en el papel de Judas Iscariote, mientras que Gaga interpretó a María Magdalena y Rick Gonzalez a un personaje similar a Jesús.
Gaga y Gibson querían asegurarse de que la dirección del video fuera perfecta, por lo que decidieron dirigirlo ellas mismas. Gibson explicó que, mientras trabajaban con Nick Knight en el video de «Born This Way», sintieron que las ideas presentadas no se ejecutaron como ellas querían. Sin embargo, con el video de «Judas», la inspiración y el concepto eran lo suficientemente claros. Inicialmente se acercaron a un director, pero las fechas no coincidieron, por lo que el representante de Gaga pidió que ella y Gibson dirigieran el video en su lugar. En una conversación con The Hollywood Reporter, Gibson explicó que dentro del video crearon una Nueva Jerusalén y que la historia trataba sobre la opresión, seguir el propio corazón y la gloria de ser libre. El video fue estrenado el 5 de mayo de 2011 en E! News y posteriormente en las plataformas de la artista.

### Trama
El video de «Judas» comienza con una pandilla de motociclistas representando a los Doce Apóstoles recorriendo una autopista. Gaga, en el papel de María Magdalena, se aferra a un hombre con una apariencia similar a Jesús, interpretado por Rick Gonzalez, quien lleva una corona de espinas dorada, además de aparecer Norman Reedus como Judas. Seguidamente, se muestra a los motociclistas conduciendo en Jerusalén hacía un bar llamado «Electric Chapel», mismo nombre que utilizó la cantante para una canción del disco Born This Way. La cantante observa con curiosidad cómo Judas entra al club de motociclistas y se involucra de inmediato en una pelea. Mientras intenta proteger a Jesús de las disputas y advertirle sobre la traición inminente de Judas, se ve atrapada bajo el encanto del apóstol. La narrativa incluye secuencias coreografiadas y primeros planos de Gaga con un maquillaje artístico que recuerda al ojo de Horus egipcio. En varias partes del video, luce una banda roja, un top de cuero azul con un diseño del Sagrado Corazón y un vestido blanco abultado.
En una secuencia climática después del segundo coro, Gaga apunta una pistola a la boca de Judas, pero en lugar de disparar, un lápiz labial rojo surge y mancha sus labios. La escena simboliza la decisión de Gaga de no herir a Judas. Luego, la música se detiene y se muestra a Gaga en una bañera con Jesús y Judas, lavando sus pies y secándolos con su cabello, en una escena que recuerda al arte renacentista, específicamente El nacimiento de Venus de Sandro Botticelli. Mientras tanto, Jesús marcha hacia su destino fatal, y Judas aparece vertiendo cerveza en la bañera. Más adelante, Jesús está de pie en un escenario rodeado de seguidores, un escenario que toma inspiración de los andamios de edificios en construcción en Nueva York. Gaga se arrodilla frente a Jesús y parece explicarle algo, pero él coloca su mano sobre su cabeza mientras Judas observa. Tras el beso fatal que Judas le da a Jesús, señalándolo para su arresto y crucifixión, Gaga cae al suelo en un grito silencioso y angustioso. El video termina con la muerte de Gaga, no de Jesús ni Judas, al ser lapidada por una multitud.

### Recepción pública y crítica

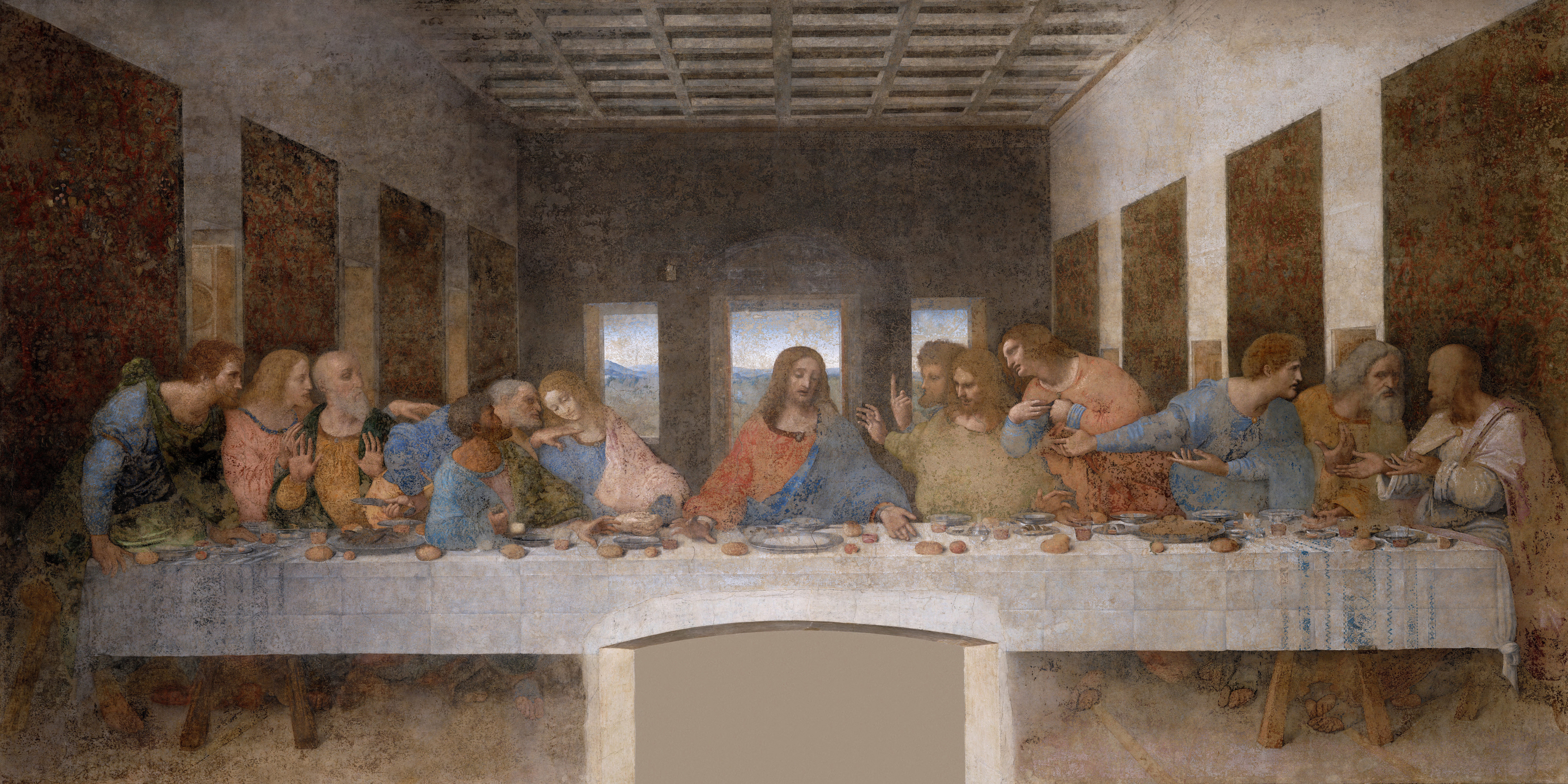
En el video de «Judas», los doce apóstoles están representados como motociclistas. En la imagen, se aprecia La Última Cena por Leonardo da Vinci.

Antes de su lanzamiento, William Anthony Donohue, presidente de la Liga Católica, criticó el video musical por la representación de Gaga como María Magdalena. En una entrevista exclusiva con HollywoodLife, Donohue calificó el enfoque de Gaga en Judas y María Magdalena como «cada vez más irrelevante» en comparación con personas con «talento real» y la atacó por estrenar la canción y el video cerca de la Semana Santa y la Pascua. En una entrevista con E! News, Gaga aclaró que el video no estaba destinado a generar controversia, y agregó, en tono de broma, que «lo único controversial de este video es que llevo Christian Lacroix y Chanel en el mismo cuadro». Tras su lanzamiento, la Liga Católica emitió un comunicado aclarando que no consideraban el video como anticatólico, aunque reconocieron que Gaga había jugado con la iconografía religiosa en él. Jason Lipshutz de Billboard lo describió como «un encuentro entre el caos de las motocicletas y la traición bíblica». James Montgomery de MTV News definió al video como:

«Un videoclip puramente pop, aunque visualmente atractivo y seguro de provocar la ira de algunos sectores religiosos conservadores. Es una explosión artística contenida dentro de los límites de un videoclip tradicional».

Matthew Perpetua de Rolling Stone comentó que «el videoclip ofenderá a algunos cristianos por su interpretación irreverente y altamente sexualizada de Jesucristo», señalando que Gaga presenta la historia bíblica en su propio estilo. Por su parte, Oscar Moralde de Slant Magazine elogió la producción del video y lo calificó como «visualmente impactante». Además, explicó que «"Judas" utiliza elementos conocidos del repertorio de Gaga —como la estética de cuero y cadenas de "Telephone" y la mirada de cámara llena de lágrimas de "Bad Romance"— para ofrecer un trabajo ejecutado con competencia». Christian Blauvelt de Entertainment Weekly criticó inicialmente el video, calificándolo como «el esfuerzo más débil de Gaga hasta la fecha», debido a la coreografía de Laurieann Gibson y al enfoque literal de la narrativa. Sin embargo, tras verlo varias veces, admitió que comenzó a apreciarlo más. Phil Fox Rose, escribiendo para The Washington Post, le otorgó una reseña positiva, describiéndolo como «emocionante tanto artísticamente como espiritualmente». Rose también defendió a Gaga contra las acusaciones relacionadas con la religión, calificándolas de infundadas. El video recibió múltiples nominaciones y premios en ceremonias como los MuchMusic Video Awards de 2011, donde se llevó el galardón al mejor video internacional. También obtuvo dos nominaciones en los MTV Video Music Awards de 2011, en las categorías de mejor corografía y mejor dirección artística.

## Presentaciones en vivo

Gaga interpretando «Judas» en el programa televisivo Good Morning America, en mayo de 2011.

El 17 de abril de 2011, Gaga presentó «Judas» por primera vez en el club nocturno Kennedy Lounge, en Tampa, Florida, tras un show de su gira The Monster Ball Tour en el St. Pete Times Forum. El 28 de abril debutó el tema en televisión durante The Ellen DeGeneres Show, acompañada por bailarines vestidos con túnicas negras estilo monje y luciendo un conjunto de látex azul. Según James Dinh de MTV, la actuación destacó por una coreografía más elaborada de lo habitual, con movimientos de alta energía. En el Festival de Cannes de 2011, Gaga la interpretó junto a sus bailarines en un escenario frente al Mar Mediterráneo como parte del programa francés Le Grand Journal. En la presentación, Gaga aparece vestida con un elaborado traje dorado, capucha roja y un peinado blanco y negro. Durante una entrevista posterior, la cantante explicó que su estilo se inspiraba en la imaginería religiosa y la estética del videoclip.
El 3 de mayo, incluyó «Judas» en su concierto en México, como parte de The Monster Ball Tour. Más adelante, el 21 de mayo, interpretó «Judas» durante el final de temporada de Saturday Night Live, tras cantar una versión en piano de «The Edge of Glory», con un look compuesto por un conjunto negro brillante, botas altas y un casco metálico. El tema también fue parte de numerosas presentaciones en televisión y festivales, incluyendo Good Morning America, Jimmy Kimmel Live!, The X Factor, The Graham Norton Show, Paul O'Grady Live, el Radio 1's Big Weekend y el iHeartRadio Music Festival.
«Judas» formó parte del repertorio de canciones de la gira The Born This Way Ball, la cual tuvo lugar entre 2012 y 2013. Después de un discurso sobre la traición y la lealtad, Gaga interpretaba el tema sobre una torre del castillo que formaba parte del escenario, incorporando elementos del remix de DJ White Shadow. Durante la gira, enfrentó controversias en Manila, Filipinas, donde grupos cristianos protestaron por considerar la canción blasfema. A pesar de amenazas legales, Gaga declaró: «No soy una criatura de su gobierno, Manila» y presentó «Judas» en sus conciertos, los cuales continuaron bajo restricciones impuestas por autoridades legales. En 2014, «Judas» regresó como parte del repertorio de la gira ArtRave: The Artpop Ball, donde Gaga la interpretó vestida con un traje de cuero negro inspirado en bondage. Además, la canción formó parte del espectáculo de su residencia en Las Vegas, Enigma, la cual se llevó a cabo entre 2018 y 2020. Posteriormente, presentó «Judas» durante el festival de Coachella el 11 de abril de 2025, donde la incluyó en el primer acto del espectáculo.

## Posicionamiento en listas

### Semanales
| Alemania          | German Singles Chart      | 23 |
| Australia         | Australian Singles Chart  | 6  |
| Austria           | Ö3 Austria Top 40         | 6  |
| Bélgica (Flandes) | Ultratop 50 Singles       | 6  |
| Bélgica (Valonia) | Ultratop 40 Singles       | 4  |
| Canadá            | Canadian Hot 100          | 8  |
| Corea del Sur     | South Korean Gaon Chart   | 1  |
| Dinamarca         | Danish Singles Chart      | 10 |
| Escocia           | Scottish Singles Chart    | 8  |
| Eslovaquia        | Radio Top 100 Chart       | 4  |
| España            | Spanish Singles Chart     | 6  |
| Estados Unidos    | Billboard Hot 100         | 10 |
| Estados Unidos    | Pop Songs                 | 15 |
| Estados Unidos    | Dance/Club Play Songs     | 1  |
| Finlandia         | Finnish Singles Chart     | 3  |
| Francia           | French Singles Chart      | 7  |
| Irlanda           | Irish Singles Chart       | 4  |
| Italia            | Italian Singles Chart     | 3  |
| Japón             | Japan Hot 100             | 3  |
| Noruega           | Norwegian Singles Chart   | 3  |
| Nueva Zelanda     | New Zealand Singles Chart | 12 |
| Países Bajos      | Single Top 100            | 5  |
| Reino Unido       | UK Singles Chart          | 8  |
| República Checa   | Radio Top 100 Chart       | 10 |
| Suecia            | Swedish Singles Chart     | 7  |
| Suiza             | Swiss Singles Chart       | 8  |

### Certificaciones
| País           | Organismo certificador | Certificación  | Ventas certificadas | Ref.    |
| -------------- | ---------------------- | -------------- | ------------------- | ------- |
| Australia      | ARIA                   | 2× Platino     | 140 000             | [ 103 ] |
| Austria        | IFPI Austria           | Oro            | 15 000              | [ 104 ] |
| Brasil         | ABPD                   | Diamante       | 250 000             | [ 105 ] |
| Corea del Sur  | Gaon Music Chart       | -              | 367 533             | [ 106 ] |
| Dinamarca      | IFPI Dinamarca         | Oro            | 45 000              | [ 107 ] |
| España         | PROMUSICAE             | Oro            | 20 000              | [ 108 ] |
| Estados Unidos | RIAA                   | 2× Platino     | 2 000               | [ 31 ]  |
| Italia         | FIMI                   | Oro            | 15 000              | [ 109 ] |
| Japón          | RIAJ                   | Oro (digital)  | 100 000             | [ 110 ] |
| Japón          | RIAJ                   | Oro (ringtone) | 100 000             | [ 110 ] |
| Nueva Zelanda  | RIANZ                  | Platino        | 30 000              | [ 111 ] |
| Reino Unido    | BPI                    | Platino        | 600 000             | [ 35 ]  |
| Suecia         | IFPI-Suecia            | Platino        | 40 000              | [ 112 ] |

## Premios y nominaciones
| Año  | Ceremonia de premiación          | Premio                               | Resultado | Ref.    |
| ---- | -------------------------------- | ------------------------------------ | --------- | ------- |
| 2011 | MTV Video Music Awards           | Mejor dirección de arte              | Nominado  | [ 55 ]  |
| 2011 | MTV Video Music Awards           | Mejor coreografía                    | Nominado  | [ 113 ] |
| 2011 | MuchMusic Vídeo Awards           | Mejor vídeo de artista internacional | Ganador   | [ 54 ]  |
| 2011 | Q Awards                         | Mejor vídeo                          | Nominado  | [ 114 ] |
| 2011 | MP3 Music Awards                 | Elección de la industria musical     | Nominado  | [ 115 ] |
| 2012 | People's Choice Awards           | Vídeo musical favorito               | Nominado  | [ 116 ] |
| 2012 | International Dance Music Awards | Vídeo musical favorito               | Nominado  | [ 117 ] |
| 2012 | MTV Video Music Awards Japan     | Mejor canción karaoke                | Nominado  | [ 118 ] |

## Historial de lanzamientos
| País  | Fecha               | Formato                     | Ref.            |
| ----- | ------------------- | --------------------------- | --------------- |
| Mundo | 15 de abril de 2011 | Descarga digital, streaming | [ 119 ] [ 120 ] |

## Formatos
- Descarga digital, streaming

| «Judas» |         |          |  |
| N.º     | Título  | Duración |  |
| 1.      | «Judas» | 4:10     |  |

- Remixes

| Judas - The Remixes EP |                                       |          |  |
| N.º                    | Título                                | Duración |  |
| 1.                     | «Judas» (Goldfrapp Remix)             | 4:41     |  |
| 2.                     | «Judas» (Hurts Remix)                 | 3:56     |  |
| 3.                     | «Judas» (Mirrors Une Autre Monde Mix) | 6:14     |  |
| 4.                     | «Judas» (Guena LG Club Remix)         | 7:40     |  |
| 5.                     | «Judas» (John Dahlback Remix)         | 6:00     |  |
| 6.                     | «Judas» (Chris Lake Remix)            | 5:08     |  |
| 7.                     | «Judas» (R3HAB Remix)                 | 4:56     |  |

- Sencillo en CD

| «Judas» |                                     |          |  |
| N.º     | Título                              | Duración |  |
| 1.      | «Judas»                             | 4:10     |  |
| 2.      | «Born This Way» (Twin Shadow Remix) | 4:05     |  |